# Рихтер, Герберт (архитектор)
Герберт Рихтер-Люкиан (нем. Herbert Richter-Luckian; 5 августа 1901 года, Галле, Германия — 8 мая 1944 года, Бранденбург, Германия) — немецкий архитектор, антифашист, член движения Сопротивления во время Второй мировой войны, член организации «Красная капелла».

## Биография
Герберт Рихтер-Люкиан родился 5 августа 1901 года в Гаале, в Германской империи. Входил в группу Харро Шульце-Бойзена. Занимался сбором информации о Генеральном штабе Верховного командования люфтваффе.
В 1939 году, вместе с врачом Георгом Гроскуртом, химиком Робертом Хавеманом и стоматологом Паулем Ренчем, основал группу «Европейский союз» — группу движения сопротивления. С 15 июля 1943 года у него на квартире проходили собрания центрального комитета группы.
5 сентября 1943 года был арестован. 15-16 декабря того же года Народный суд, в лице своего председателя Роланда Фрайслера, приговорил его к высшей мере наказания. 8 мая 1944 года в тюрьме Бранденбурга приговор привели в исполнение.